# WWEブラッギング・ライツ
ブラッギング・ライツ(Bragging Rights)は、アメリカのプロレス団体WWEが主催する、プロレス興行の名称。また、同興行を扱うPPVの名称でもある。2009年にサイバー・サンデー(Cyber Sunday)に変わる新たなPPVとして設立された。開催初年となる2009年はスポンサーがTHQのゲーム「Smackdown vs. Raw 2010」のため、メインイベントとしてPPVで行われる試合の勝者によるRaw vs. Smackdownのブランド対抗タッグ戦が行われることになった。

## 試合結果

### 第1回大会（2009年）WWE Bragging Rights 2009
- 開催日 : 10月25日
- 開催場所 : ペンシルベニア州ピッツバーグのメロン・アリーナ
- 観客動員数 : 13,562人
- 公式大会曲 : Maylene and the Sons of Disaster - Step Up (I'm On It)

- ダーク・マッチ/ECW王座戦 -Dark Match/ECW Championship-

○クリスチャン(c) vs ポール・バーチル●
- インタープロモーショナル・マッチ -Interpromotional Match-

○ザ・ミズ vs ジョン・モリソン●
- RAW vs SmackDown ディーヴァ・タッグチーム・マッチ -RAW vs SmackDown Diva Tag team Match-

○ミシェル・マクール&ベス・フェニックス&ナタリヤ vs メリーナ&ケリー・ケリー&ゲイル・キム●
- フェイタル4ウェイ形式世界ヘビー級王座戦 -Fatal Four-Way Match for the World Heavyweight Championship-

○ジ・アンダーテイカー(c) vs CMパンク vs レイ・ミステリオ vs バティスタ●
- RAW vs SmackDown タッグチーム・マッチ -RAW vs SmackDown 7-on-7 Tag team Match-

○チーム・SmackDown!(クリス・ジェリコ&ケイン&マット・ハーディー&タイソン・キッド&デビッド・ハート・スミス&Rトゥルース&フィンレー) vs チーム・RAW(トリプルH&ショーン・マイケルズ&ビッグ・ショー&コーディ・ローデス&コフィ・キングストン&ジャック・スワガー&マーク・ヘンリー)●
- エニシング・ゴーズ・アイアンマン・マッチ形式WWE王座戦 -60 minute Anything Goes Iron Man Match for the WWE Championship-

●ランディ・オートン(c) vs ジョン・シナ○

### 第2回大会（2010年）WWE Bragging Rights 2010
- 開催日 : 10月24日
- 開催場所 : ミネソタ州ミネアポリスのターゲット・センター
- 観客動員数 : 9,000人
- 公式大会曲 : Politics and Assassins - It's Your Last Shot

- ダーク・マッチ -Dark Match-

○MVP vs チャボ・ゲレロ●
- インタープロモーショナル・マッチ -Interpromotional Match-

○ダニエル・ブライアン vs ドルフ・ジグラー (w / ヴィッキー・ゲレロ)●
- WWEタッグ王座戦 -WWE Tag Team Championship-

●ドリュー・マッキンタイア&コーディ・ローデス(c) vs ネクサス(ジョン・シナ&デビッド・オタンガ)○
- ○テッド・デビアス (w / マリース) vs ゴールダスト (w / アクサナ)●

- ディーヴァズ王座戦 -WWE Divas Championship-

○レイラ(c) (w / ミシェル・マクール) vs ナタリヤ●
- ベリード・アライブ・マッチ形式世界ヘビー級王座戦 -Buried Alive Match for the World Heavyweight Championship-

○ケイン(c) (w / ポール・ベアラー) vs ジ・アンダーテイカー●
試合終盤、ネクサスが乱入しテイカーを襲撃
- RAW vs SmackDown 7vs7エリミネーション・マッチ -RAW vs SmackDown 7-on-7 Elimination Tag Team Match

○チーム・SmackDown!(ビッグ・ショー(キャプテン)&レイ・ミステリオ&エッジ&ジャック・スワガー&コフィ・キングストン&アルベルト・デル・リオ&タイラー・レックス) vs チーム・RAW(ザ・ミズ(キャプテン)&シェイマス&CMパンク&ジョン・モリソン&Rトゥルース&サンティーノ・マレラ&エゼキエル・ジャクソン)●
| 退場順   | スーパースター            | チーム         | 退場させたスーパースター |
| -------- | ------------------------- | -------------- | ------------------------ |
| 1        | サンティーノ・マレラ      | RAW            | タイラー・レックス       |
| 2        | コフィ・キングストン      | SmackDown!     | シェイマス               |
| 3        | ジャック・スワガー        | SmackDown!     | ジョン・モリソン         |
| 4        | タイラー・レックス        | SmackDown!     | シェイマス               |
| 5        | ビッグ・ショー&シェイマス | SmackDown!&RAW | ダブルカウントアウト     |
| 6        | Rトゥルース               | RAW            | エッジ                   |
| 7        | ジョン・モリソン          | RAW            | エッジ                   |
| 8        | アルベルト・デル・リオ    | SmackDown!     | CMパンク                 |
| 9        | CMパンク                  | RAW            | レイ・ミステリオ         |
| 10       | エゼキエル・ジャクソン    | RAW            | レイ・ミステリオ         |
| 11       | ザ・ミズ                  | RAW            | エッジ                   |
| 勝ち残り | レイ・ミステリオ、エッジ  | SmackDown!     |                          |

- WWE王座戦 -WWE Championship-

●ランディ・オートン(c) vs ウェイド・バレット (w / ジョン・シナ)○
反則負けにより王座移動はなし